# Naujan
Naujan ist eine philippinische Stadtgemeinde in der Provinz Oriental Mindoro. Sie hat 102.998 Einwohner (Zensus 1. August 2015). Teile der Gemeinde liegen im Lake-Naujan-Nationalpark und an seiner südwestlichen Grenze liegt der Mount Halcon, der höchste Berg der Insel Mindoro. Die Gemeinde liegt am östlichen Eingang zur Isla-Verde-Straße, diese gilt als ein Hot Spot der Biodiversität der Unterwasserwelt auf den Philippinen und weltweit.

## Baranggays
Naujan ist politisch in 70 Baranggays unterteilt.
| - Adrialuna - Antipolo - Apitong - Arangin - Aurora - Bacungan - Bagong Buhay - Bancuro - Barcenaga - Bayani - Buhangin - Concepcion - Dao - Del Pilar - Estrella - Evangelista - Gamao - General Esco - Herrera - Inarawan - Kalinisan - Laguna - Mabini - Andres Ilagan | - Mahabang Parang - Malaya - Malinao - Malvar - Masagana - Masaguing - Melgar A - Melgar B - Metolza - Montelago - Montemayor - Motoderazo - Mulawin - Nag-Iba I - Nag-Iba II - Pagkakaisa - Paniquian - Pinagsabangan I - Pinagsabangan II - Pinahan - Poblacion I (Barangay I) - Poblacion II (Barangay II) - Poblacion III (Barangay III) - Sampaguita | - San Agustin I - San Agustin II - San Andres - San Antonio - San Carlos - San Isidro - San Jose - San Luis - San Nicolas - San Pedro - Santa Isabel - Santa Maria - Santiago - Santo Nino - Tagumpay - Tigkan - Melgar B - Santa Cruz - Balite - Banuton - Caburo - Magtibay - Paitan - Puwitan |